# Chetrosu, Vaslui
Chetrosu este un sat în comuna Gherghești din județul Vaslui, Moldova, România.
Chetrosu este a doua localitate ca mărime din comuna Gherghești. Această localitate se află la o distanță de 45 km de orașul Bârlad. Principalele îndeletniciri ale locuitorilor sunt agricultura și creșterea animalelor. 
Mijloace de transport: exista legatură directă cu orașul Bârlad cu autobuzul. Sunt 4 curse zilnice dintre/înspre orașul Bârlad.
Unități școlare: Exista două unități școlare care acoperă ciclul de învățământ preșcolar, școlar și gimnazial. Unul dintre cele două corpuri de clădiri a fost construită prin fonduri europene în anul 2006 iar a doua a fost reabilitată in anul 2019 .
Unități economice: Există cinci unități de desfacere a produselor alimentare și o moară, care nu mai funcționează din 2020.